# Azemiops
Sous-famille
Genre
Azemiops, unique représentant de la sous-famille des Azemiopinae, est un genre de la famille des Viperidae.

## Répartition
Les deux espèces de ce genre se rencontrent en Chine, au Viêt Nam et en Birmanie.

## Liste des espèces
Selon The Reptile Database (30 juillet 2013) :
- Azemiops feae Boulenger, 1888
- Azemiops kharini Orlov, Ryabov & Nguyen, 2013

## Publications originales
- Boulenger, 1888 : An account of the Reptilia obtained in Burma, north of Tenasserim, by M. L. Fea, of the Genova Civic Museum. Annali del Museo Civico di Storia Naturale di Genova, sér. 2, vol. 6, p. 593-604 (texte intégral).
- Liem, Marx & Rabb 1971 : The viperid snake Azemiops: its comparative cephalic anatomy and phylogenetic position in relation to Viperinae and Crotalinae. Fieldiana Zoology, vol. 59, no 2, p. 65-126 (texte intégral).